# Journal of Experimental Psychology
Journal of Experimental Psychology was een internationaal, aan collegiale toetsing onderworpen wetenschappelijk tijdschrift op het gebied van de psychologie. De naam wordt in literatuurverwijzingen meestal afgekort tot J. Exp. Psychol. Het werd uitgegeven door de American Psychological Association en verscheen tweemaandelijks.

## Geschiedenis
Het tijdschrift werd opgericht in 1915, onder meer door John Broadus Watson. Het eerste volume verscheen in 1916. Oorspronkelijk werd het uitgegeven door de Psychological Review Company. Dit was een privé-uitgeverij die in 1893 was opgericht door James Mark Baldwin en James McKeen Cattell als concurrent voor de American Psychological Association, die het tijdschrift later wel zou overnemen. John Broadus Watson was de eerste hoofdredacteur. Naast hem bestond de redactie verder uit Howard C. Warren, James Rowland Angell, Shepherd Ivory Franz en Madison Bentley. Volume 2 verscheen in 1917, maar vanaf april 1917 nam de Verenigde Staten actief deel aan de Eerste Wereldoorlog. Watson en andere psychologen waren hierbij betrokken, waardoor het tijdschrift gedurende enkele jaren stillag. Na de oorlog moesten de abonnementen, die afgelopen waren tijdens de oorlog, terug geregeld worden en moesten nieuwe artikels bekomen worden. Volume 3 verscheen dan ook pas in 1920.
Het laatste nummer van het tijdschrift verscheen in 1974. Vanaf 1975 kreeg het tijdschrift de nieuwe naam Journal of Experimental Psychology: General en werden drie meer specifieke tijdschriften ervan afgesplitst: Journal of Experimental Psychology: Animal Behavior Processes (vanaf 2014 werd de naam hiervan gewijzigd in Journal of Experimental Psychology: Animal Learning and Cognition), Journal of Experimental Psychology: Human Learning and Memory (vanaf 1982 werd de naam hiervan gewijzigd in Journal of Experimental Psychology: Learning, Memory and Cognition) en Journal of Experimental Psychology: Human Perception and Performance. Vanaf 1995 verscheen nog een ander specifiek tijdschrift: Journal of Experimental Psychology: Applied.